# Stojanowice
Stojanowice – wieś w Polsce położona w województwie świętokrzyskim, w powiecie kazimierskim, w gminie Bejsce.
W latach 1975–1998 miejscowość administracyjnie należała do województwa kieleckiego.
| SIMC    | Nazwa      | Rodzaj    |
| ------- | ---------- | --------- |
| 0227413 | Nowa Wieś  | część wsi |
| 0227420 | Stara Wieś | część wsi |
| 0227436 | Zabłonie   | część wsi |

## Historia
W wieku XIX Stojanowice były wsią i folwarkiem w powiecie pińczowskim, gminie Dobiesławice, parafii Gorzków. Folwark posiadał 269 mórg, należał do dóbr Podolany. Wieś posiadała 10 osad, 49 mórg.

W 1827 r. było tu 13 domów i 89 mieszkańców . 

Wydawca Kodeksu Wielkopolskiego domyśla się, iż wieś „Stoyslavc", wymieniona w nadania klasztoru w Trzemesznie z 1145 r., oznacza „Stojanowice". Podobnież wydawca Kodeksu dyplomatycznego polskiego (t. III) przypuszcza, iż występujący w akcie z 1345 r. „Dirscho haeres de Stognegowicz" był dziedzicem Stojanowic, choć prawdopodobnie mowa tu o wsi Stogniewice.

W połowie XV w. Stojanowice, wówczas wieś w parafii Gorzków, należy do Andrzeja z Oleśnicy herbu Dębno i Piotra herbu Prusy. Dziesięcinę z łanów kmiecych pobierał w jednym roku pleban w Bejscach, drugiego pleban w Gorzkowie (Długosz, L. B., II, 412).
Według registru poborowego powiatu proszowskiego z 1381 r. wieś Stojanowice,dzierżawiona przez Jana Piłata, miała 31/2 łana kmiecego. Część Stojanowic zwana Rożen miała 1/2 łana (Pawiński Kodeks Małopolski, 12),dzierżawiona była przez Polanowskiego .